# Сражение при Андросе (1825)

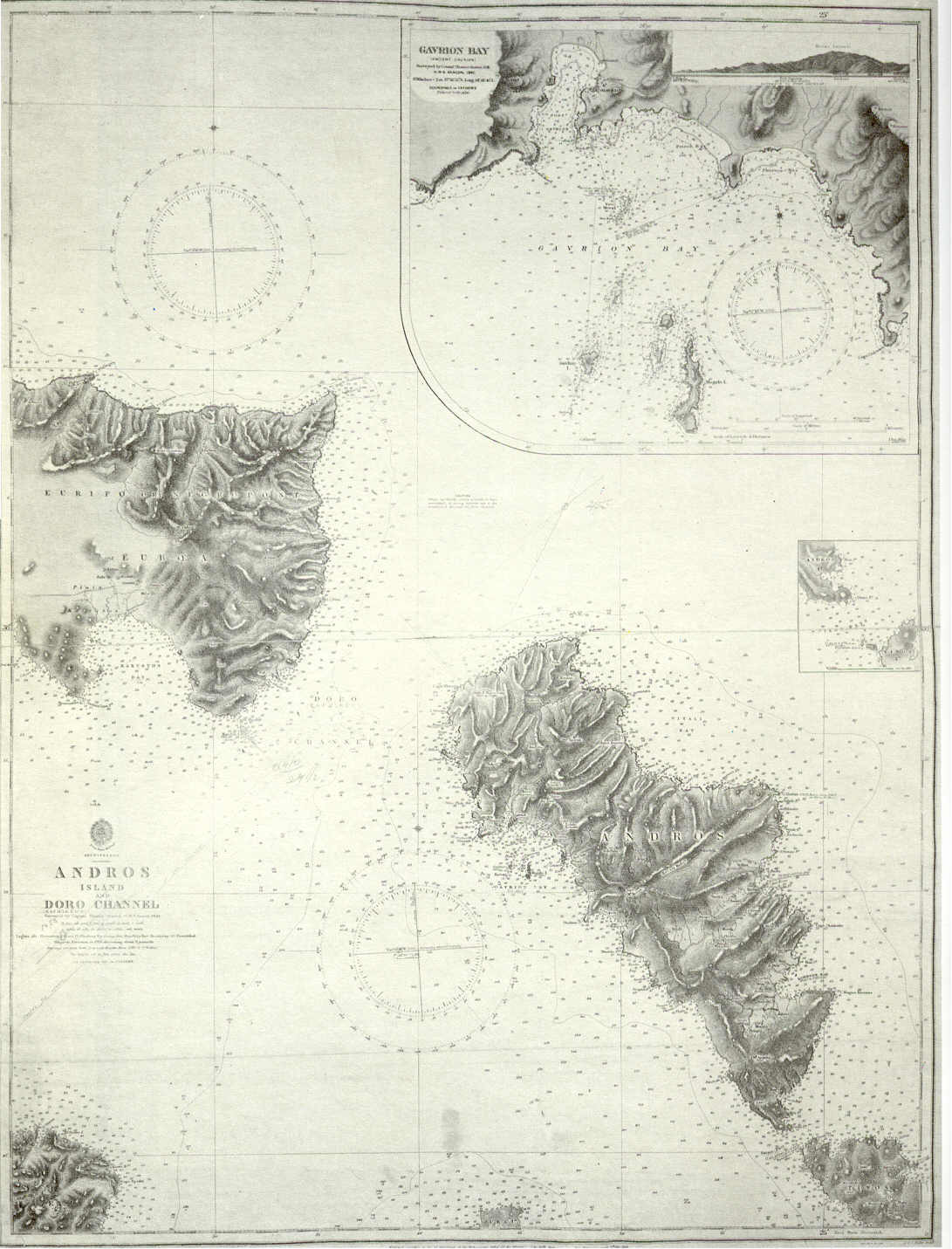
Остров Андрос и пролив Кейп-Доро (сегодня пролив Кафиреус). 1844 г. Карта Британского адмиралтейства

Сражение при Андросе (греч. Ναυμαχία του Καφηρέα) — морское сражение в ходе греческой революции между флотами восставшей Греции и Османской империи, произошедшее 20 мая 1825 года. Сражение закончилось поражением османского флота, который сумел в дальнейшем выполнить свою основную задачу: приступить к морской блокаде города Месолонгион.

## Ход сражения
13 мая из Константинополя вышел османский флот, под командованием капудан-паши (командующего флотом) Хосрефа-паши, со снабжением для армии Кютахьи, осаждавшего город Месолонгион, в западной Средней Греции, и с задачей блокировать Месолонгион с моря.
Флот насчитывал 4 фрегата, 10 корветов, 38 бригов и 8 транспортов под австрийским и сардинским флагами. Хосреф помнил свои поражения в 1824 году (Самосское сражение и Битва при Геронтас) и пытался избежать встречи с греческим флотом.
18 мая 2-я эскадра греческого флота (10 кораблей острова Идра, под командованием Георгиоса Сахтуриса, 10 острова Спеце, под командованием Коландруцоса и 9 острова Псара, под командованием Николиса Апостолиса) находилась у острова Скирос. Командовал эскадрой, согласно рангу островов (первая Идра, затем Спеце, затем Псара), Сахтурис. В полдень эскадра получила сообщение от, стоявшего у выхода из Дарданелл, капитана Пиноциса, что турки вышли в Эгейское море. Сахтурис принял решение атаковать ночью, но неблагоприятный ветер не позволял приблизиться к османскому флоту. На рассвете 20 мая греки уже видели османский флот, медленно идущий между мысом Кафиреас или Каво д’Оро (остров Эвбея) и островом Андрос.
Сахтурис поднял сигнал к «бою». Османские бриги, многие из которых были захвачены турками на острове Псара выстроились в линию. Сахтурис пошел на турецкие корабли, направившиеся к эвбейскому заливу и городу Каристос. Специоты, ведомые своим флагманом Панкратионом, последовали за ним. Псариоты направились к двупалубному линейному кораблю Хосрефа.
Начался бой. Флагманский корабль Сахтуриса, бриг «Афина», получил большие повреждения.
Но вот один из 4-х турецких фрегатов, получив серьёзные повреждения рангоута и парусов, остался практически без движения. Это был «Хазине гемиши», двупалубный фрегат, 64 пушки, экипаж 650 человек. На борту фрегата также находились 150 артиллеристов, посланных на осаду Месолонгиона, большое количество боеприпасов для завершения осады и плоты, для войны в лагуне Месолонгиона. На борту фрегата находилась и казна флота. Хотя «Хазине гемиши» нес вымпел флагманского корабля, сам Хосреф находился на другом фрегате, опасаясь греческих брандеров.
Сахтурис не упустил момент и атаковал фрегат, имея рядом с собой брандер идриота капитана Матрозоса со зловещим именем Харон и брандер специота капитана Лазароса Мусью. На помощь «Хазине гемиши» бросились один османский фрегат и корвет. В 15:00 брандеры, под огнём, пристали к фрегату с двух бортов. Не прошло и 10 минут как фрегат, полный боеприпасов, взлетел на воздух. Экипажи брандеров оплатили свой подвиг тремя убитыми и пятью раненными.
Хосреф продолжал бой, когда брандер Цербер псариота капитана Манолиса Бутиса пристал к корвету (26 пушек ,300 человек экипажа) и взорвал его. После этого Хосреф потерял хладнокровие и отступил. Османская армада вышла из пролива и разбежалась.
Несколько турецких кораблей, в основном транспортов, стали искать убежище в эвбейском Каристосе. На них набросились корабли специотов. Специоты захватили 5 австрийских транспортов с боеприпасами и сапёрным оборудованием для осады Месолонгиона.
За одним османским корветом была устроена погоня до острова Сирос. Когда экипаж корвета увидел, что ему не избежать захвата, то выбросил корвет на песчаное побережье (ныне известный пляж) Де ла Грация и сжег его. Жители Сироса взяли в плен 200 человек экипажа. Обнаружив среди экипажа 25 европейцев, сиросцы «обласкали» их, но не убили.

## Последствия
Эта греческая победа на море задержала морскую блокаду Месолонгиона и доставку подкреплений, боеприпасов и продовольствия турецкой армии.
Когда новость о победе флота дошла до гарнизона Месолонгиона, то пушки бастионов произвели салют в честь флота с криками «турки не ждите свою армаду, наши моряки послали её на дно». Но ликование было преждевременным. Армада потерпела поражение, но не была разгромлена. Собравшись в заливе Суда, на острове Крит, армада Хосрефа дошла до Патраского залива, доставила подкрепления, боеприпасы и продовольствие и приступила к своей основной задаче, блокаде Месолонгиона с моря.